# Wagneriana uropygialis
Wagneriana uropygialis är en spindelart som först beskrevs av Cândido Firmino de Mello-Leitão 1944.  
Wagneriana uropygialis ingår i släktet Wagneriana och familjen hjulspindlar. Inga underarter finns listade i Catalogue of Life.